# Łopata Polska
Łopata Polska – przysiółek wsi Żegiestów oraz nazwa półwyspu w głębokim meandrze rzeki Poprad, stanowiący strefę ochrony uzdrowiskowej, położony w Beskidzie Sądeckim, w województwie małopolskim, w powiecie nowosądeckim, w gminie Muszyna, przy granicy polsko-słowackiej.
W 1938 r. do Polski przyłączono analogiczny teren wewnątrz meandru Popradu zwany Słowacką Łopatą (lub Spiską Łopatą). Po zakończeniu II wojny światowej przywrócono przebieg granicy z lat 1920-1938 i teren Łopaty Słowackiej powrócił do Czechosłowacji. Szczegółową delimitację przeprowadzono w latach 1955-1958, a 13 czerwca 1958 r. rządy Polskiej Rzeczypospolitej Ludowej i Republiki Czechosłowackiej podpisały porozumienie ostatecznie zamykające spory graniczne. W dniu 29 lipca 2002 r. została sporządzona w Starej Lubowli Umowa między Rzeczpospolitą Polską a Republiką Słowacką o przebiegu granicy państwowej i zatwierdzeniu dokumentacji granicznej tego odcinka ustalonego w 1958.
W latach 1975–1998 przysiółek należał administracyjnie do województwa nowosądeckiego.
Strefa ochrony uzdrowiskowej („A2-Ż”) Uzdrowiska Żegiestów obejmuje obszar o powierzchni 36,98 ha.

## Obiekty
Na terenie Łopaty Polskiej znajduje się m.in.:
- zabytkowy modernistyczny budynek Sanatorium „Wiktor” z 1936,
- ornitologiczna ścieżka przyrodnicza „Łopata Polska”.

## Galeria

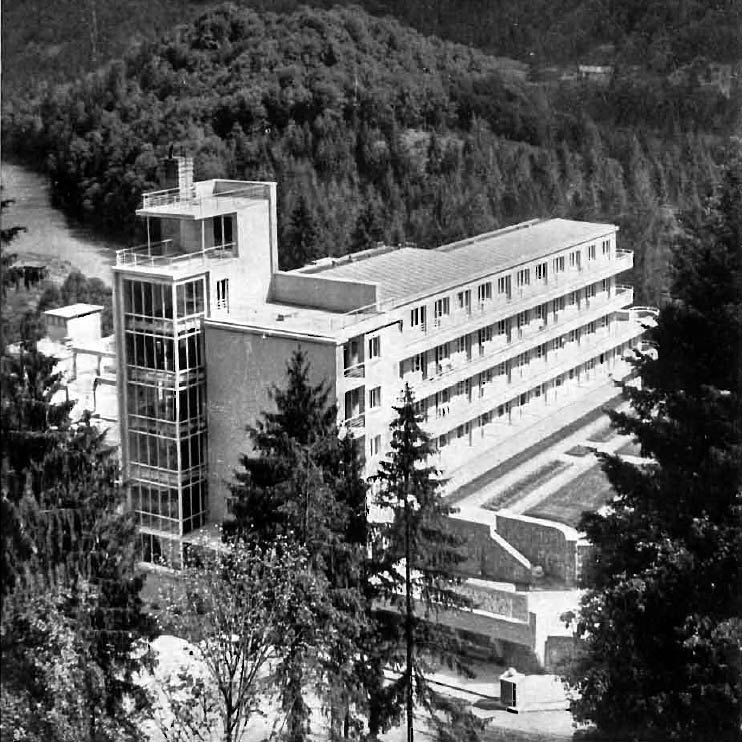
Sanatorium „Wiktor” w 1937
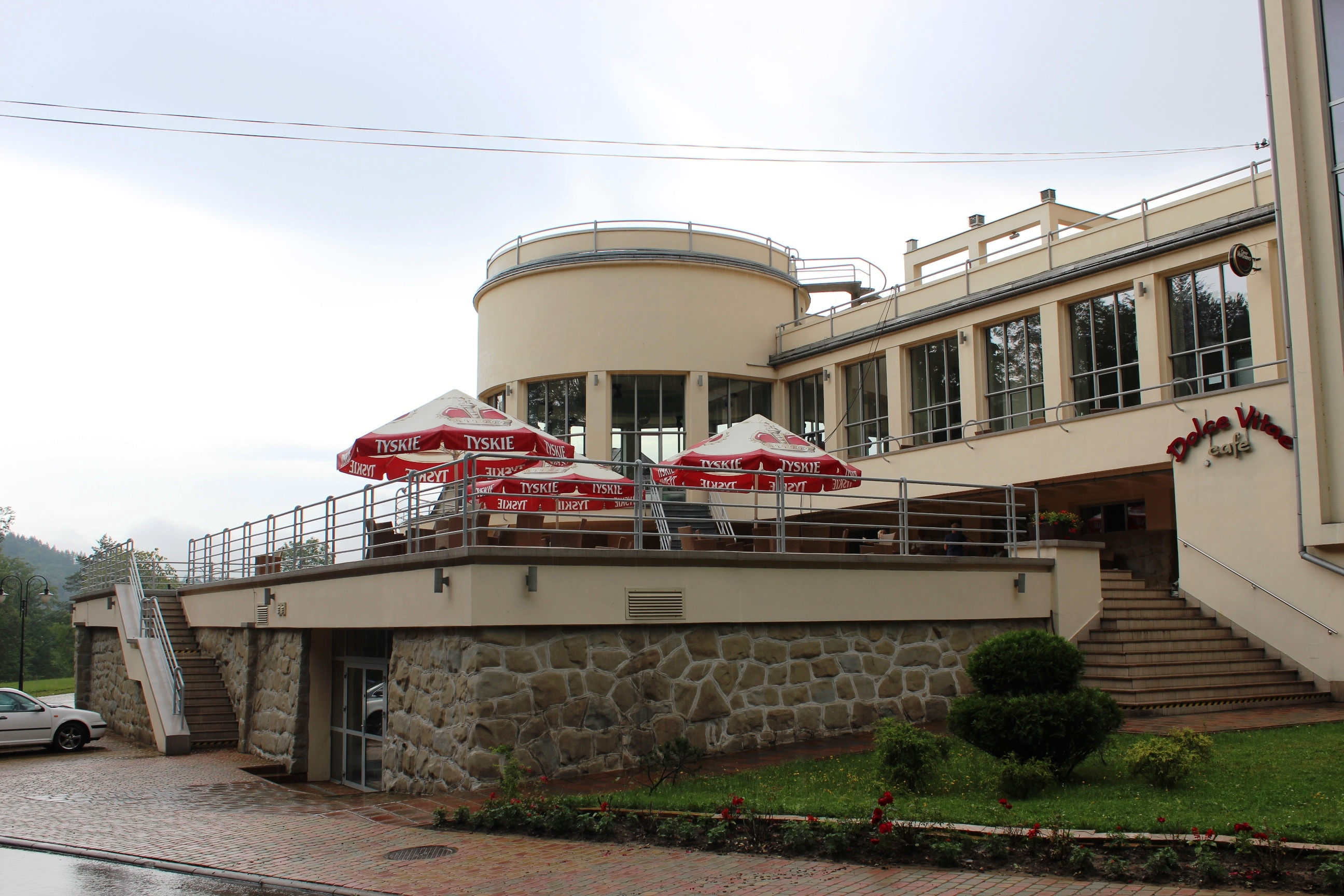
Skrzydło sanatorium „Wiktor” z rotundą (restauracja) w 2016
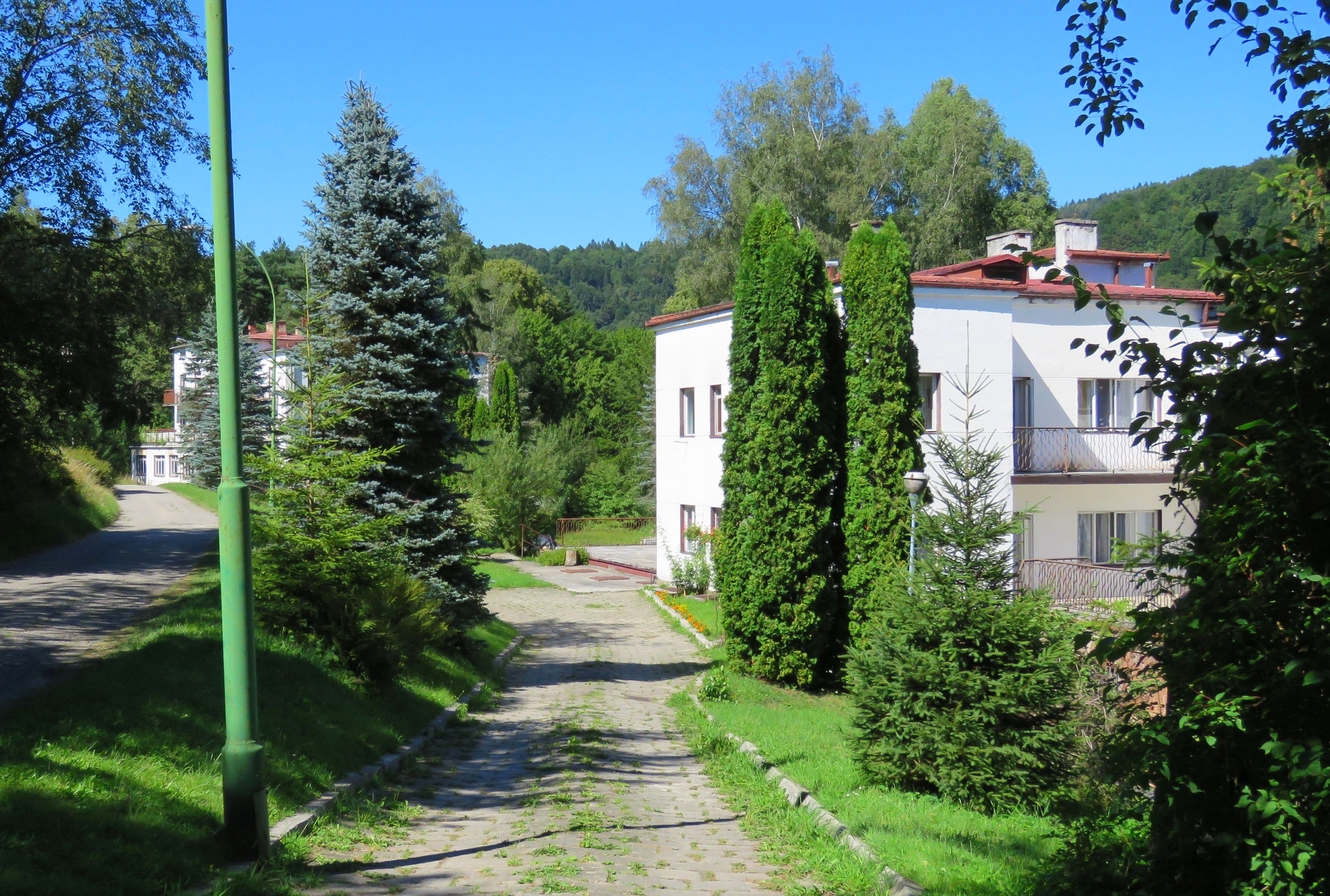
Obiekty wczasowe na półwyspie
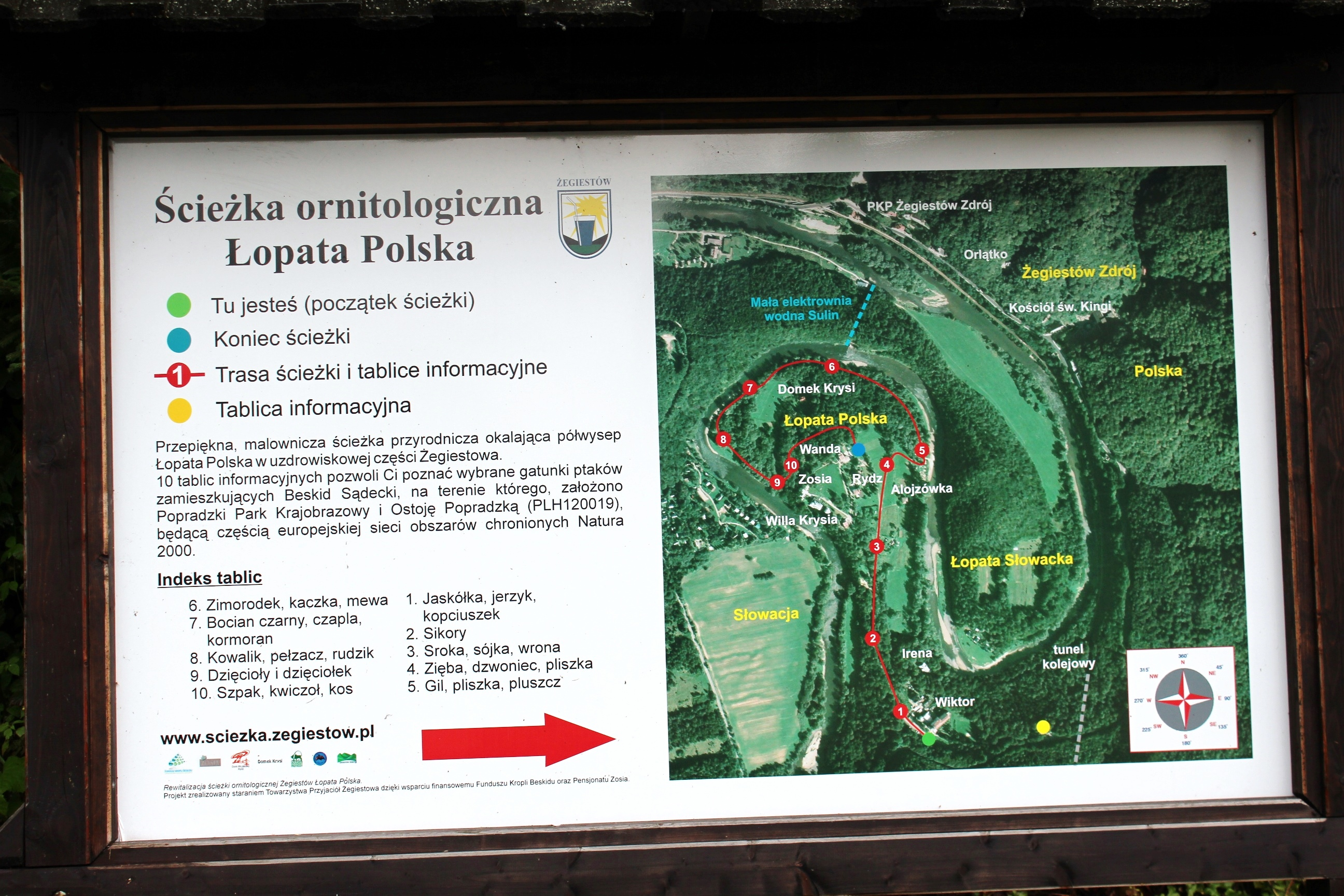
Tablica ścieżki przyrodniczej (ornitologicznej)
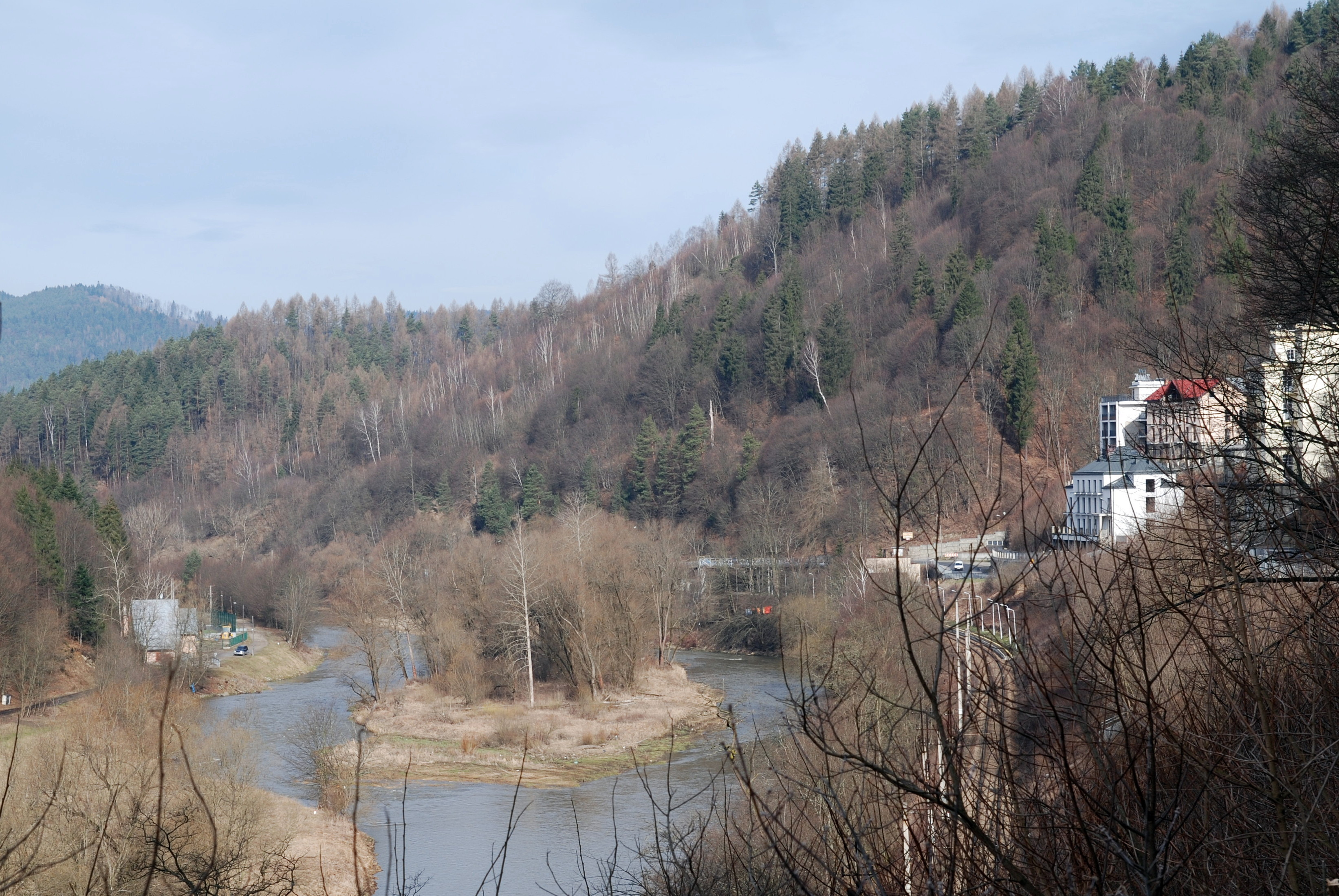
Przełom Popradu
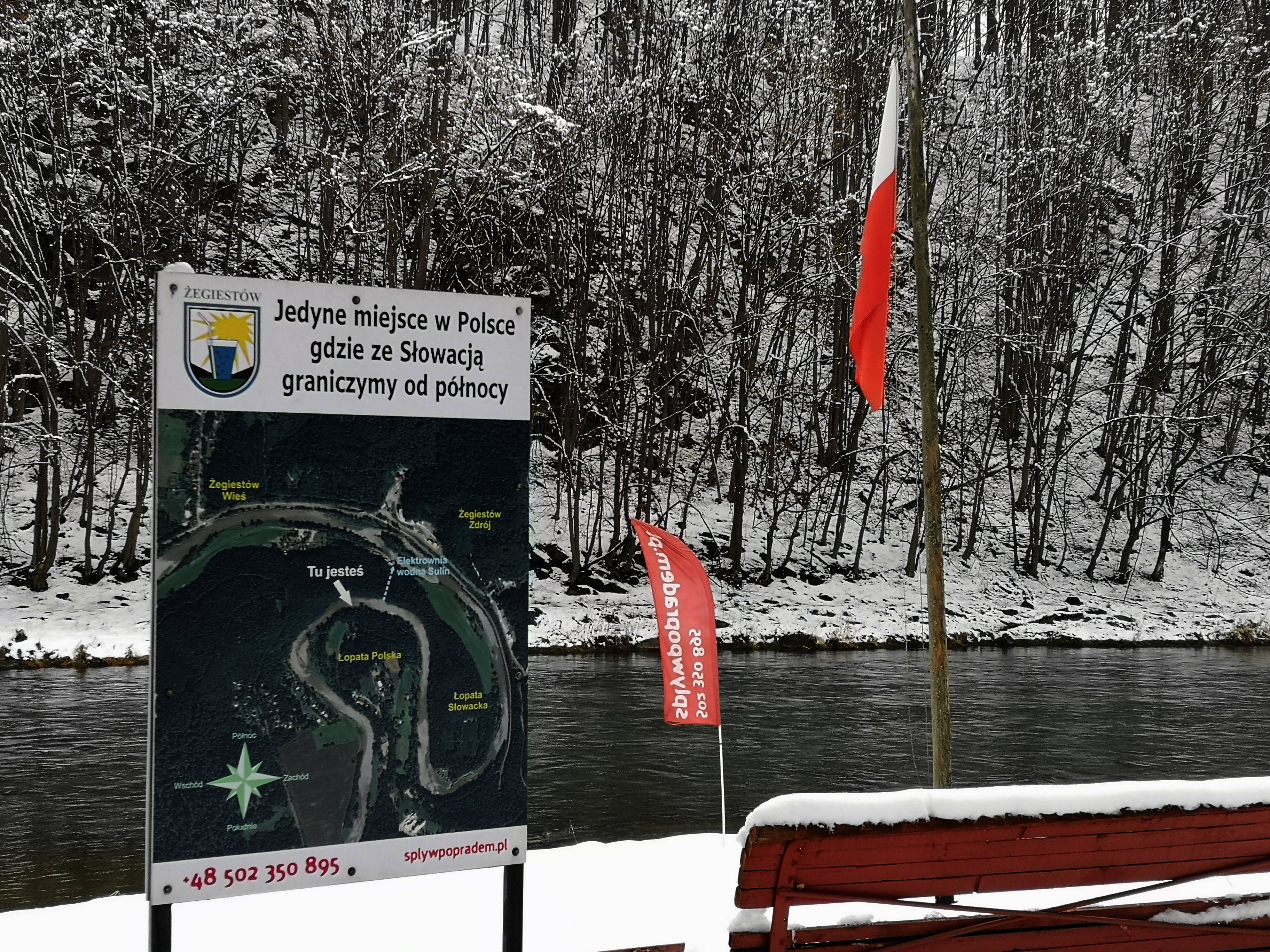
„Jedyne miejsce, gdzie Polska graniczy ze Słowacją od północy”[a]